# Touffu
 (novembre 2017).
Si vous disposez d'ouvrages ou d'articles de référence ou si vous connaissez des sites web de qualité traitant du thème abordé ici, merci de compléter l'article en donnant les références utiles à sa vérifiabilité et en les liant à la section « Notes et références ».
Touffu est le héros éponyme d'une bande dessinée pour enfants, dont les pages apparaissent dans la revue Astrapi.
Le scénario et les illustrations sont de Martin Berthommier et le lettrage de Catherine Proteaux ou François Batet.

## Présentation
Touffu est un chien jaune marchant debout qui est auteur et victime de farces et gags. Ses amis sont les chiens Touffi, Touffa et Touffo (ses neveux), Zip, Fiffi et Georges, les chats Grachat et Moebius ainsi que La Taupe et un vieux dindon.
Sa recette préférée est celle du « merlu-graillou » dont il se servira finalement comme insecticide.

## Albums
Des albums ont été publiés, notamment :
- Touffu, le chien sans chaîne (1981)
- Touffu se déchaîne (1984)
- Touffu et les chats sans-gêne (1986)
- Touffu aime les blagues (1990)  (ISBN 2-227-71502-2)
- Touffu est un bon copain (1990)  (ISBN 2-227-71501-4)
- Touffu fait des bêtises (ISBN 2-227-71503-1) édité erroné (BNF 35083250)
- Touffu, tome 1 : Le Roi des os (15 juin 2000)
- Touffu, tome 2 : T'es un chef ! (15 juin 2000)
- Touffu, tome 3 : Salut, l'artiste ! (11 octobre 2000)
- Touffu, tome 4 : Super Tonton (11 octobre 2000)
- Touffu, tome 5 : C'est pas sorcier ! (14 février 2001)
- Touffu, tome 6 : Loup y es-tu ? (juin 2001)
- Touffu, tome 7 : Touffu joue les classiques (7 octobre 2001)
- Touffu, tome 8 : T'as tout ton temps ! (janvier 2002)

## Traductions
La bande dessinée est traduite dans plusieurs langues, notamment :
- le chinois, Touffu s'appelle alors « Tofu »[réf. nécessaire]
- le néerlandais pour qui il s'appelle « Blafferd » (celui qui aboie)